# Vampyrostenus kratochvili
Genre
Espèce
Vampyrostenus kratochvili, unique représentant du genre Vampyrostenus, est une espèce d'opilions laniatores de la famille des Agoristenidae.

## Distribution
Cette espèce est endémique de Porto Rico. Elle se rencontre vers El Yunque.

## Description
Le mâle holotype mesure 3,5 mm.

## Étymologie
Cette espèce est nommée en l'honneur de Josef Kratochvíl.

## Publication originale
- Šilhavý, 1976 : « A remarkable new opilionid of the family Agoristenidae, Vampyrostenus kratochvili gen. n., sp. n. (Opilionidea, Gonyleptomorphi). » Acta Entomologica Bohemoslovaca, vol. 73, p. 56–58.